# Cataclysta suffuscalis
Cataclysta suffuscalis is een vlinder uit de familie grasmotten (Crambidae). De wetenschappelijke naam van deze soort is voor het eerst geldig gepubliceerd in 1956 door Hubert Marion.
De soort komt voor in Madagaskar.